# Oreocereus

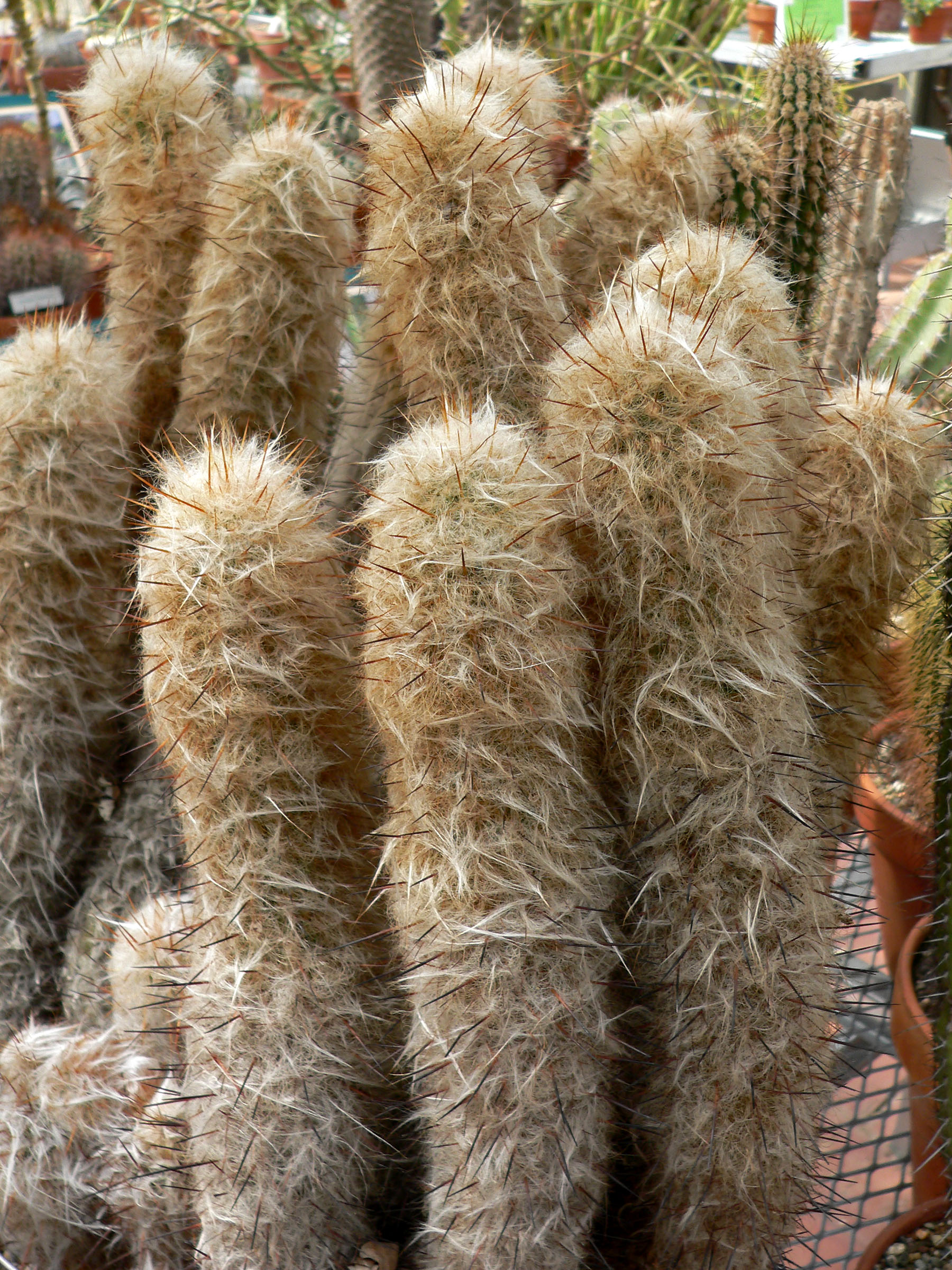
Oreocereus trollii

Oreocereus (A.Berger) Riccob. – rodzaj sukulentów z rodziny kaktusowatych. Przedstawiciele żyją tylko w wysokich Andach (Argentyna, Boliwia, Chile, Peru).

## Morfologia
PokrójZróżnicowany, od niskich, krzewiastych skupisk po kolumnowy (do 3 m).
ŁodygaOwłosiona.

## Systematyka
W 1905 r. Alwin Berger opisał Oreocereus jako podrodzaj rodzaju Cereus (Cereus subg. Oreocereus). Następnie, w 1909 r. Vincenzo Riccobono podniósł podrodzaj do rangi rodzaju.
Synonimy
Arequipa Britton & Rose, Arequipiopsis Kreuz. & Buining, Eomatucana F.Ritter, Matucana Britton & Rose, Morawetzia Backeb., Oroya Britton & Rose, Submatucana Backeb.
Pozycja systematyczna według APweb (aktualizowany system APG III z 2009)
Należy do rodziny kaktusowatych (Cactaceae) Juss., która jest jednym z kladów w obrębie rzędu goździkowców (Caryophyllales) i klasy roślin okrytonasiennych. W obrębie kaktusowatych należy do plemienia Trichocereeae, podrodziny Cactoideae.
Pozycja w systemie Reveala (1993-1999)
Gromada okrytonasienne (Magnoliophyta Cronquist), podgromada Magnoliophytina Frohne & U. Jensen ex Reveal, klasa Rosopsida Batsch, podklasa goździkowe (Caryophyllidae Takht.), nadrząd Caryophyllanae Takht., rząd goździkowce (Caryophyllales Perleb), podrząd Cactineae Bessey in C.K. Adams, rodzina kaktusowate (Cactaceae Juss.), rodzaj Oreocereus (A.Berger) Riccob.
Gatunki
- Oreocereus celsianus (Lem. ex Salm-Dyck) Riccob.
- Oreocereus doelzianus (Backeb.) Borg
- Oreocereus fossulatus (Labour.) Backeb.
- Oreocereus hempelianus (Gürke) D.R. Hunt
- Oreocereus leucotrichus (Phil.) Wagenkn.
- Oreocereus piscoensis (Rauh & Backeb.) F. Ritter
- Oreocereus ritteri Cullman
- Oreocereus tacnaensis F. Ritter
- Oreocereus trollii Kupper
- Oreocereus varicolor Backeb.

## Zastosowanie
Niektóre gatunki są uprawiane jako rośliny ozdobne, w Polsce jako rośliny pokojowe.